# Schlempe
| Material                            | Biogasertrag in m3 pro Tonne Frischmasse | Methan- gehalt |
| ----------------------------------- | ---------------------------------------- | -------------- |
| Maissilage                          | 202                                      | 52 %           |
| Grassilage                          | 172                                      | 54 %           |
| Roggen-GPS                          | 163                                      | 52 %           |
| Zuckerrüben- Pressschnitzel siliert | 125                                      | 52 %           |
| Futterrübe                          | 111                                      | 51 %           |
| Bioabfall                           | 100                                      | 61 %           |
| Hühnermist                          | 80                                       | 60 %           |
| Schweinemist                        | 60                                       | 60 %           |
| Rindermist                          | 45                                       | 60 %           |
| Getreideschlempe                    | 40                                       | 61 %           |
| Schweinegülle                       | 28                                       | 65 %           |
| Rindergülle                         | 25                                       | 60 %           |

Schlempe bezeichnet den nach dem Brennen von Spirituosen verbliebenen (abgetriebenen) Inhalt des Brennkessels, aber auch die Reste aus der Erzeugung von Bioethanol als Kraftstoff.
Mit Ausnahme des Ethanols und der Begleitalkohole sind noch weitgehend alle Stoffe enthalten, die der Destillation zugeführt wurden (Proteine, Fette und Mineralstoffe, aber ggf. auch die Steine von Steinobst). Die genaue Zusammensetzung ist abhängig von dem verwendeten Ausgangsstoff. Entsprechend diesem kann die Schlempe eventuell unverändert oder als flüssige Dünnschlempe, bzw. getrocknet als Trockenschlempe, möglicherweise als Futtermittel, zur Erzeugung von Biogas in Biogasanlagen, als Biomasse zum Heizen oder als Dünger weiterverwendet bzw. entsorgt werden.